# Недошивин, Вячеслав Михайлович
Вячеслав Михайлович Недошивин (род. 6 июня 1945, Ленинград, СССР) — советский и российский литературовед, писатель, сценарист документальных фильмов, журналист, лауреат премии Союза писателей Москвы «Венец» (2020) за книгу «Джордж Оруэлл. Неприступная душа», написанную в 2019 году и ежегодной литературной премии А. Беляева (2022) в номинации «Восстановление справедливости» за книги «Прогулки по Серебряному веку» (2009), «Адреса любви» (2014) и «Джордж Оруэлл. Неприступная душа» (2019).

## Биография

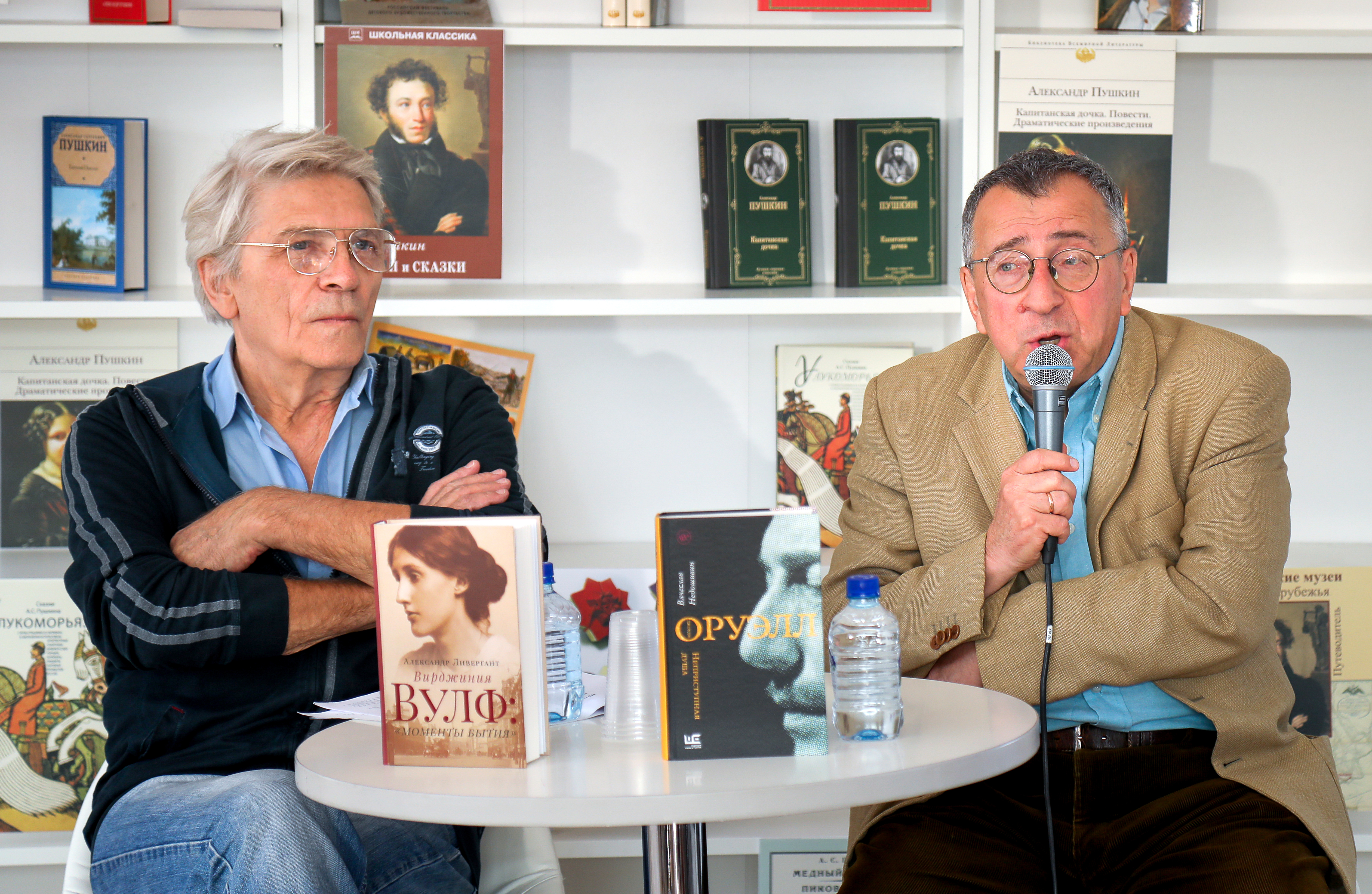
Вячеслав Недошивин (слева) и Александр Ливергант на книжном фестивале «Красная площадь»

Окончил факультет журналистики Ленинградского государственного университета в 1972 году.
С 1968 по 1977 год работал в молодёжной газете «Смена» (младший литсотрудник — первый заместитель главного редактора).
С 1977 по 1982 год работал в газете «Комсомольская правда», был членом редколлегии, редактором отдела морали и права.
В 1985 году окончил аспирантуру Академии общественных наук при ЦК КПСС и защитил кандидатскую диссертацию по современным антиутопиям, в которой впервые в СССР научно проанализировал роман Джорджа Оруэлла «1984». Позднее он совместно с Д. Ивановым перевёл этот роман и повесть «Скотный двор» на русский язык.
С 1985 по 1991 годы преподавал в Академии общественных наук при ЦК КПСС (кафедра теории и истории культуры).
С августа 1991 года по март 1993 года был советником и пресс-секретарём первого вице-премьера Правительства РФ, Госсекретаря РФ Геннадия Бурбулиса. В июне 1993 года пострадал при взрыве на яхте Бурбулиса (перелом позвоночника).  
С марта 1993 года — генеральный директор консультационного агентства по связям с общественностью Alter Ego, читал лекции по связям с общественностью в Московском государственном университете международных отношений, является вице-президентом Российской ассоциации по связям с общественностью.
Был автором 60-серийного телефильма «Безымянные дома. Неизвестные страницы Серебряного века» и 40-серийного телефильма «Безымянные дома. Москва Серебряного века», сценариев фильмов о Цветаевой, Тютчеве, Давыдове, Куприне, Грине, Твардовском.